# Rijksmonument 335330
Rijksmonument 335330 omvat een bouwblok aan de rand van Brink, Betondorp, Amsterdam-Oost. Het omvat de gebouwen Brink 1AB en Veeteeltstraat 121. Het blok werd op 20 oktober 1988 tot rijksmonument verklaard. Het maakt deel uit van het monumentencomplex Brink (rijksmonument 335305).

## Monument
Het gebouw werd in de jaren 1926-1928 neergezet als verenigingsbouw in de wijk Betondorp. Al eerder verschenen hier woningen en winkels. Het gebouw moest de functie van de kerk overnemen. Het gehele complex in deze wijk is ontworpen door architect Dick Greiner en zo ook dit verenigingsgebouw. Hij hanteerde een combinatie van de bouwstijlen Amsterdamse School en Nieuwe Bouwen voor het complex. Het is een uitermate hoekig gebouw met verspringende raampartijen en verdiepingen. Ook de toegang aan de Veeteeltstraat in hoekig, een kubusvormige sluitsteen zit rechts van de portiek die tevens een trapje bevat. Links van deze toegang is nog een extra ingang geplaatst achter een diepblauwe deur. Tussen deur en portiek is een jaarsteen geplaatst: 1927. Op ongeveer op dezelfde hoogte begint een ramenrij die verticaal begint, een bocht van 90 graden maakt en horizontaal eindigt. De ramenrijen bevinden zich in grote vlakken met grijs korrelbeton. Het deel met drie bouwlagen kent de grootste raampartij bestaande uit veertig raampjes; dat raamwerk wordt ondersteund door dezelfde kubusvormige sluitstenen, zoals die bij de portiek is geplaatst.     
Het gebouw kent zowel twee- als drie bouwlagen met aan de noordoostkant een galerij. Vanaf Brink gezien heeft het een trapvormige opbouw (galerij, twee bouwlagen, drie bouwlagen, eindigt op twee bouwlagen en “schutting”). De ingang aan de Brinkzijde, oorspronkelijk de hoofdingang, heeft een tegeltableau in de kleuren zwart en wit, dat tot de daadwerkelijke ingang doorloopt. De tegels zijn daarbij zowel horizontaal als verticaal gezet, in model van zigzaggende lijnen. De toegangsdeur is weer in volledige Amsterdamse-Schoolbouwstijl en fel rood. Op de deur zijn witte strips geplaatst met tweemaal “Volksgebouw” in verticale typografie behorende bij die bouwstijl. Aan het eind van de galerij begint de verbindingsgalerij Brink (Rijksmonument 335342) naar de bibliotheek.
Het gebouw droeg haar naam (typografie Amsterdamse School) minstens tot 2004 in vergulde letters in de gevel aan de Veeteeltstraat; deze letters zijn in verband met het gewijzigde gebruik verwijderd dan wel bedekt (voor 2011). Bij een ingrijpende verbouwing werd Dicks zoon Onno Greiner ingeschakeld.
Al vrij snel bood het gebouw toch onderdak aan een geloofsinstelling; er kwam een huissynagoge. Voor het gebouw ligt dan ook de Gedenksteen Joodse Betondorpers. In de 21e eeuw biedt het onderdak aan een verenigingsgebouw van Stichting Shir Guru Ravidass Sabha. 
De overgang naar de overige bebouwing in de Veeteeltstraat is zeer abrupt; gevelwanden zijn dan ineens van baksteen in plaats van beton; het zijn woningen ontworpen door Gerrit Versteeg.
Voor de toegang staat een monumentale Aesculus hippocastanum (Baumannii) uit circa 1930.

## Afbeeldingen

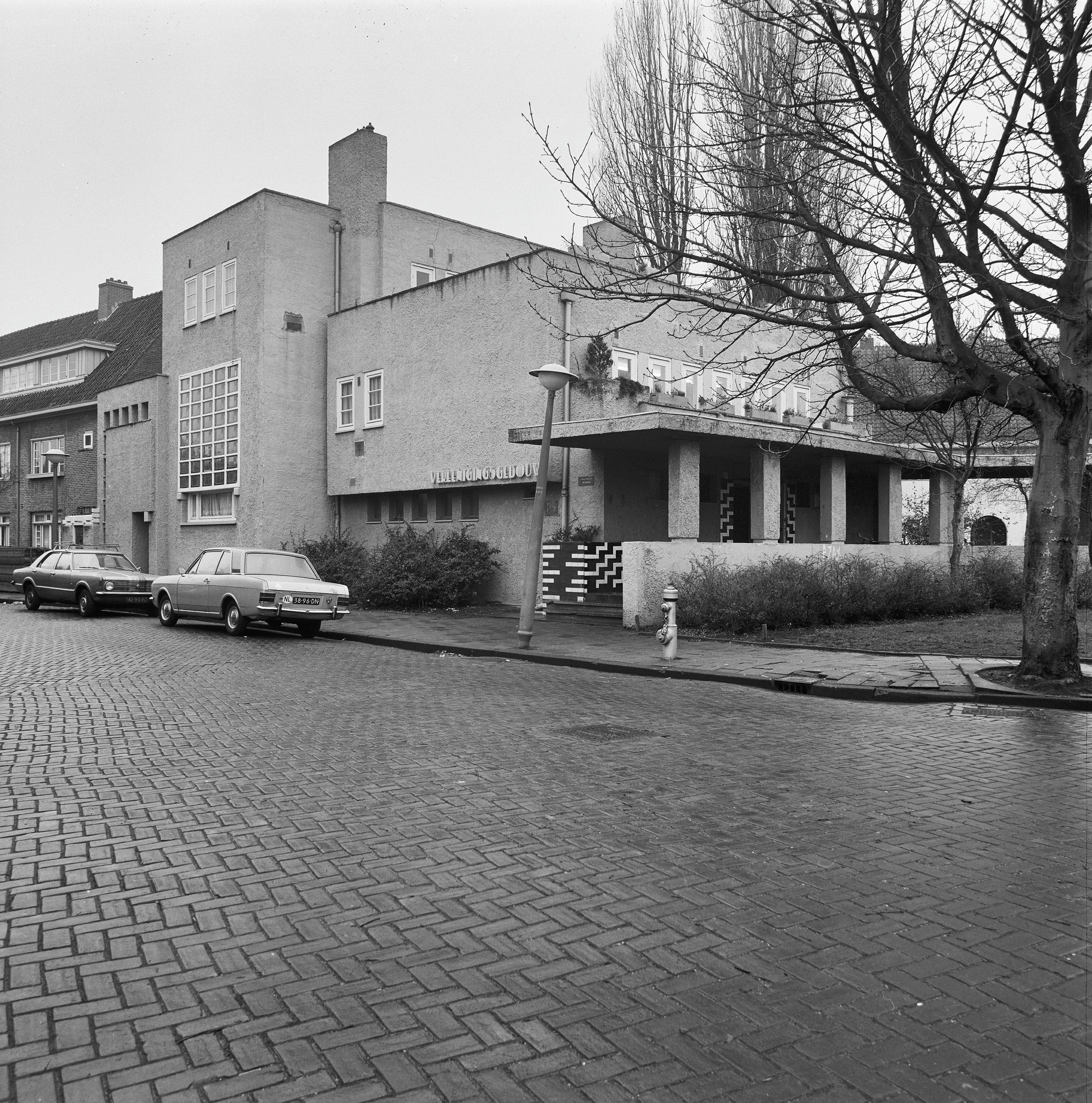
Het gebouw in 2004 met originele belettering
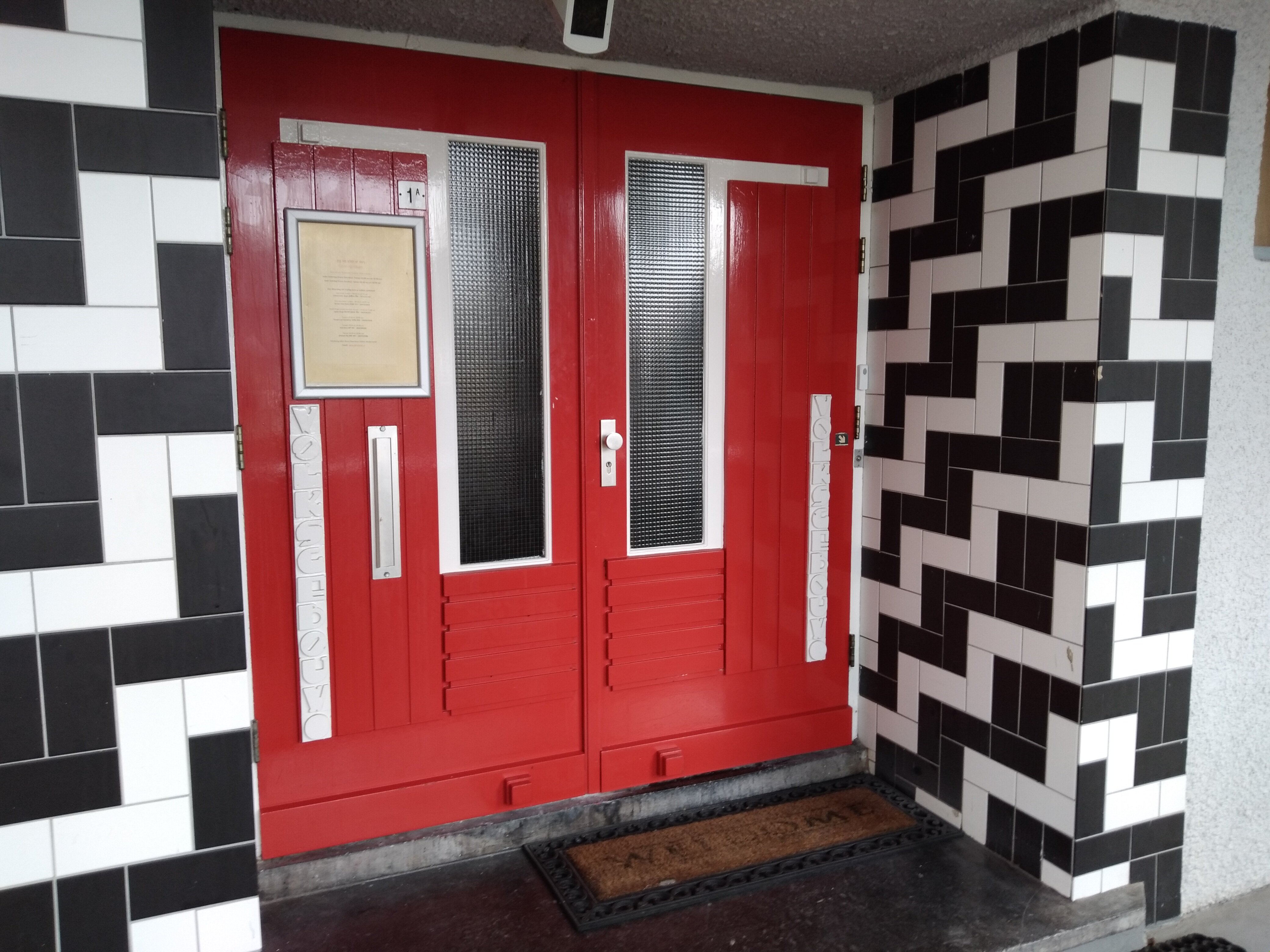
Toegang Brink 1AB (januari 2022)
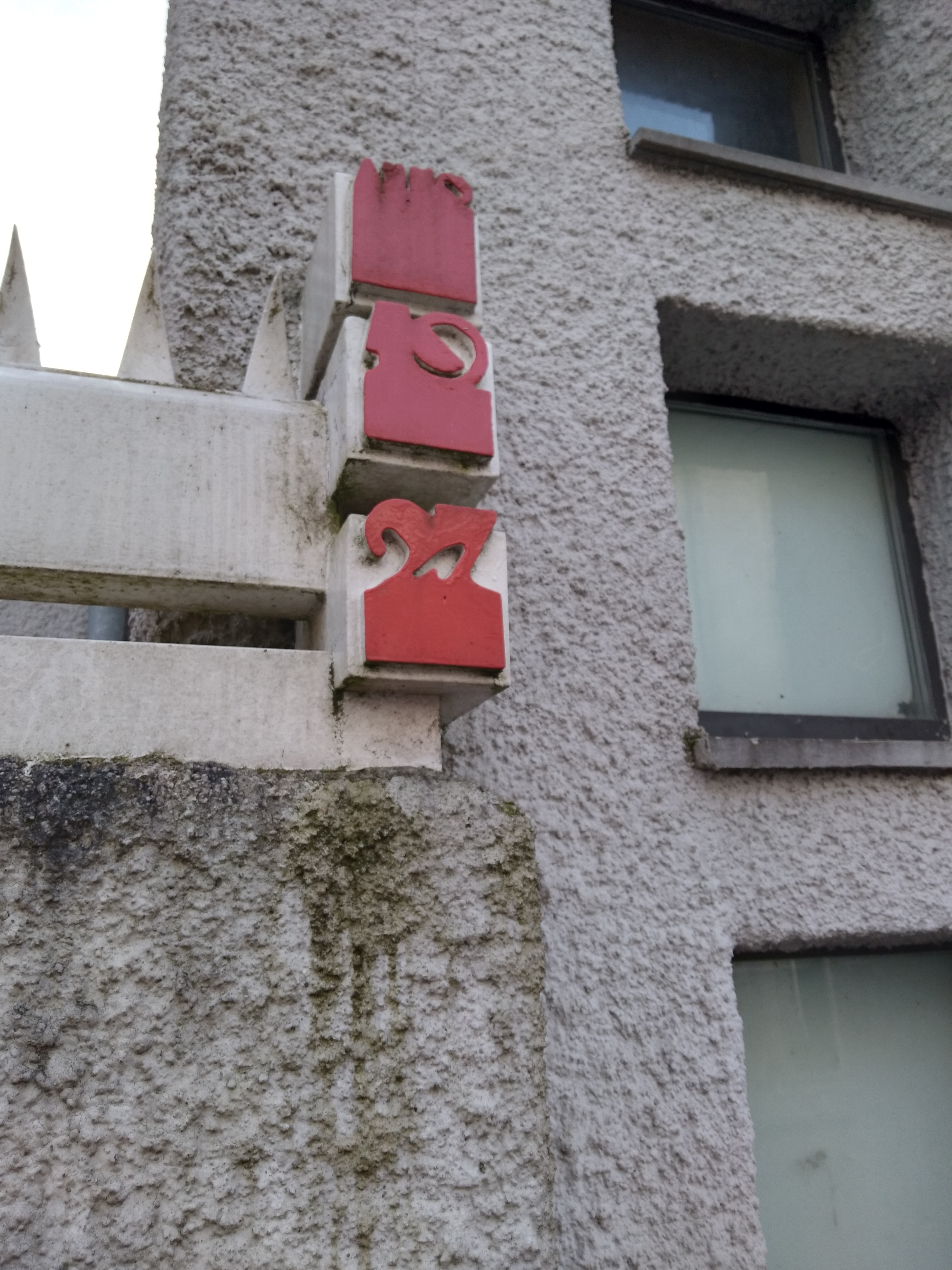
Jaarsteen (januari 2022)